# Rijswijk (Guéldria)
Rijswijk (51° 58′ N, 5° 21′ L) é uma cidade dos Países Baixos, na província de Guéldria. Rijswijk (Guéldria) pertence ao município de Buren, e está situada a 9 km, a norte de Tiel.
Em 2001, a cidade de Rijswijk tinha 327 habitantes. A área urbana da cidade é de 0.10 km², e tem 132 residências.
A área de Rijswijk, que também inclui as partes periféricas da cidade, bem como a zona rural circundante, tem uma população estimada em 560 habitantes.